# Назимов, Михаил Александрович

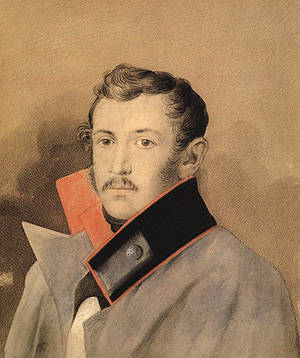
Портрет М. А. Назимова, начало 1820-х годов

Михаи́л Алекса́ндрович Нази́мов (19 [31] мая 1801, Островский уезд, Псковская губерния — 9 [21] августа 1888, Псков) — декабрист, участник Кавказской войны, председатель Псковской губернской земской управы, мемуарист.

## Биография

### Ранние годы
Михаил Александрович Назимов родился 19 (31) мая 1801 года в дворянской семье Назимовых в сельце Горончарово Грибулёвской волости Островского уезда Псковской губернии, ныне сельцо не существует, является частью деревни Крюково Новоуситовской волости Палкинского района Псковской области. Отец — Александр Борисович Назимов (1760—10 (22) сентября 1810), отставной секунд-майор, островский уездный предводитель дворянства, надворный советник, мать — Марфа Степановна, урождённая Шишкова (31 декабря 1762 (11 января 1763)—1844).
Детство провёл в сельце Горончарове под Псковом, потом поступил в Псковскую мужскую гимназию; затем воспитывался в Санкт-Петербурге в частном институте у протоиерея М. Б. Каменского.

### Служба
Службу начал 8 марта 1816 года юнкером в 23-й конно-артиллерийской роте; 22 марта 1817 года был произведён в прапорщики; 20 марта 1819 года был переведён в лейб-гвардии Сапёрный батальон, откуда 17 января 1820 года, благодаря покровительству Великого князя Николая Павловича — в лейб-гвардии конно-пионерный эскадрон, где последовательно получил чины подпоручика (21.8.1820), поручика (19.9.1822) и штабс-капитана (21.3.1825). В сентябре 1825 года подал прошение об отставке. Ещё по произведённому в 1821 году разделу имущества М. А. Назимов получил 100 душ и принял на себя уплату 40 тысяч рублей долга, а в 1825 году купил ещё 80 душ, затем их заложив.

### Восстание декабристов и ссылка
В 1823 году полковник Тарутинского полка М. М. Нарышкин принял его в Северное тайное общество, в котором Назимов очень скоро стал одним из наиболее радикальных и авторитетных деятелей.
После восстания 14 декабря 1825 года был арестован 27 декабря и в тот же день допрошен Николаем I и В. В. Левашовым и 3 января 1826 года был освобождён. История сохранила фразу, сказанную 24-летним офицером: «Государь, меня удивляет только то, что из Зимнего дворца сделали съезжую».
Был вновь арестован 24 января 1826 года и доставлен на главную гауптвахту, 7 февраля переведён в Петропавловскую крепость, где помещён в № 17 Невской куртины. Предан Верховному уголовному суду, причислившему его к VIII разряду преступников за то, что он «участвовал в умысле бунта, принятием в тайное общество одного товарища». По конфирмации от 10.7.1826 был приговорён к лишению чинов и дворянства и ссылке в Сибирь на вечное поселение; 22.8.1826 срок был сокращён до 20 лет. Был отправлен 2 августа 1826 года в Верхнеколымск Якутской области, куда прибыл 13 ноября. Это было одно из самых далёких мест ссылки декабристов.
Указом от 6 сентября 1826 года Назимов переведён в Витим Иркутской губернии, куда прибыл в начале 1827 года. В 1830 году был переведён на жительство в город Курган Тобольской губернии и прожил там около семи лет. Живя в Кургане, Назимов вёл скромный образ жизни, занимался хозяйством, помогал из своих небольших средств бедному населению Кургана и тем подготовил сочувственный приём в Кургане товарищам, поселённым там несколько лет спустя. В Кургане по его проектам строились дома горожан и был возведён Богородице-Рождественский собор; сохранилось несколько карандашных портретов ссыльных декабристов, сделанных Назимовым. Местная администрация всё время аттестовала его как лицо, отличившееся примерным образом жизни и хорошим поведением.

### Война на Кавказе
Ещё в августе 1832 года, штабс-капитан лейб-гвардии Саперного батальона И. А. Назимов, ходатайствовал о дозволении вступить брату в Кавказский корпус, которое тогда было отклонено Николаем I: «Он более виноват, чем другие, ибо мне лично во всем заперся, так что, быв освобожден, ходил в караул во внутренний и был на оном даже 6-го января 1826 года».
В июне 1837 года наследник престола, будущий император Александр II, вместе со своим наставником В. А. Жуковским совершал ознакомительную поездку по Западной Сибири, в числе сопровождающих был двоюродный брат М. А. Назимова полковник В. А. Назимов. В 1837 году по Высочайшему повелению Назимов, как и ряд других декабристов, был всё-таки отправлен на Кавказ и там зачислен рядовым в Кабардинский егерский полк; прибыл в Ставрополь 8 октября 1837 года.
По дороге на Кавказ Назимов сдружился с поэтом-декабристом Александром Ивановичем Одоевским, который также был определён рядовым в действующую армию на Кавказе, и познакомился с другим поэтом, Михаилом Юрьевичем Лермонтовым. Многие очевидцы, знавшие Лермонтова, отмечали, что Назимов был на Кавказе в числе самых близких Лермонтову людей.
Принимая участие в походах против горцев, Назимов неоднократно выказывал отличие и в апреле 1839 года был произведён в унтер-офицеры, 6 ноября 1840 года — в юнкеры, 17 октября 1843 года — в прапорщики с переводом в Грузинский линейный № 9 батальон. С этим батальоном он неоднократно принимал участие в схватках с горцами и 30 марта 1845 года за отличие был произведён в подпоручики. Прослужив на Кавказе почти девять лет, он 23 июня 1846 года по болезни был уволен в отставку с чином поручика. Сослуживцы вспоминали, что «его беззаветная храбрость в стычках с горцами обратила на себя внимание начальства, и он скоро был произведен в офицеры, хотя, даже участвуя в сражениях и командуя отрядом, он никогда из убеждения не обнажал оружия».

### После войны
Весной 1847 года Назимов женился на Варваре Яковлевне урождённой Подкользиной (1819—1865, на её сестре Марье с 1838 года был женат декабрист М. И. Пущин).
Поселившись в сельце Быстрецове Псковской губернии, он вскоре приобрёл широкую известность своей щедрой благотворительностью. По вступлении на престол императора Александра II с него сняты были все ограничения. В декабре 1847 года ему был разрешен въезд в Москву, освобожден от надзора в ноябре 1853 с дозволением приезда в Петербург по особому разрешению. Он принял деятельное участие в крестьянской и земской реформах, состоя сначала членом псковского губернского Комитета по улучшению быта крестьян (1858—1859), с 1861 — мировым посредником, а затем в 1865 г. первым председателем Псковской губернской земской управы. В этой последней должности Назимов особенно много потрудился над вопросами о равномерной раскладке земских сборов, о возможности лучшей организации народного образования и о призрении бедных. В 1866 году он был выбран почётным мировым судьёй по Псковскому уезду.
С 1860-х годов Назимов жил «в собственном доме у Красного Креста». Он пристально следил за текущей литературой, в том числе и научной. Об этом, в частности, свидетельствует его письмо к М. И. Семевскому от 16 (28) ноября 1862 года, которым сопровождался возвращаемый автору только что изданный двухтомный его труд «Сторонники царевича Алексея».
Назимов оставил после себя ненапечатанные «Записки». При жизни им были обнародованы: одно стихотворение князя А. И. Одоевского и письма отца последнего — князя Ивана Одоевского («Русская старина», 1870 г., т. І); кроме того, он напечатал несколько статей по сельскохозяйственным вопросам (например «Об обороте или ренте с сельскохозяйственных земель в России вообще и в Псковской губернии в особенности» в журнале «Землевладелец» 1858 г., отдельное издание: М., 1858). Сборник писем и статей М. А. Назимова был напечатан в Иркутске в 1985 г.
Исследовательский интерес представляют знакомство в 1872 году и деловые контакты Назимова с Н. А. Некрасовым — автором цикла «декабристских поэм». По некоторым сведениям, Некрасов даже читал Назимову первую часть поэмы «Русские женщины», просил написать воспоминания. Между ними завязалась переписка, продолжавшаяся несколько лет. Примерно к тем же годам относится знакомство Михаила Александровича с писателем М. Е. Салтыковым-Щедриным.

### Смерть

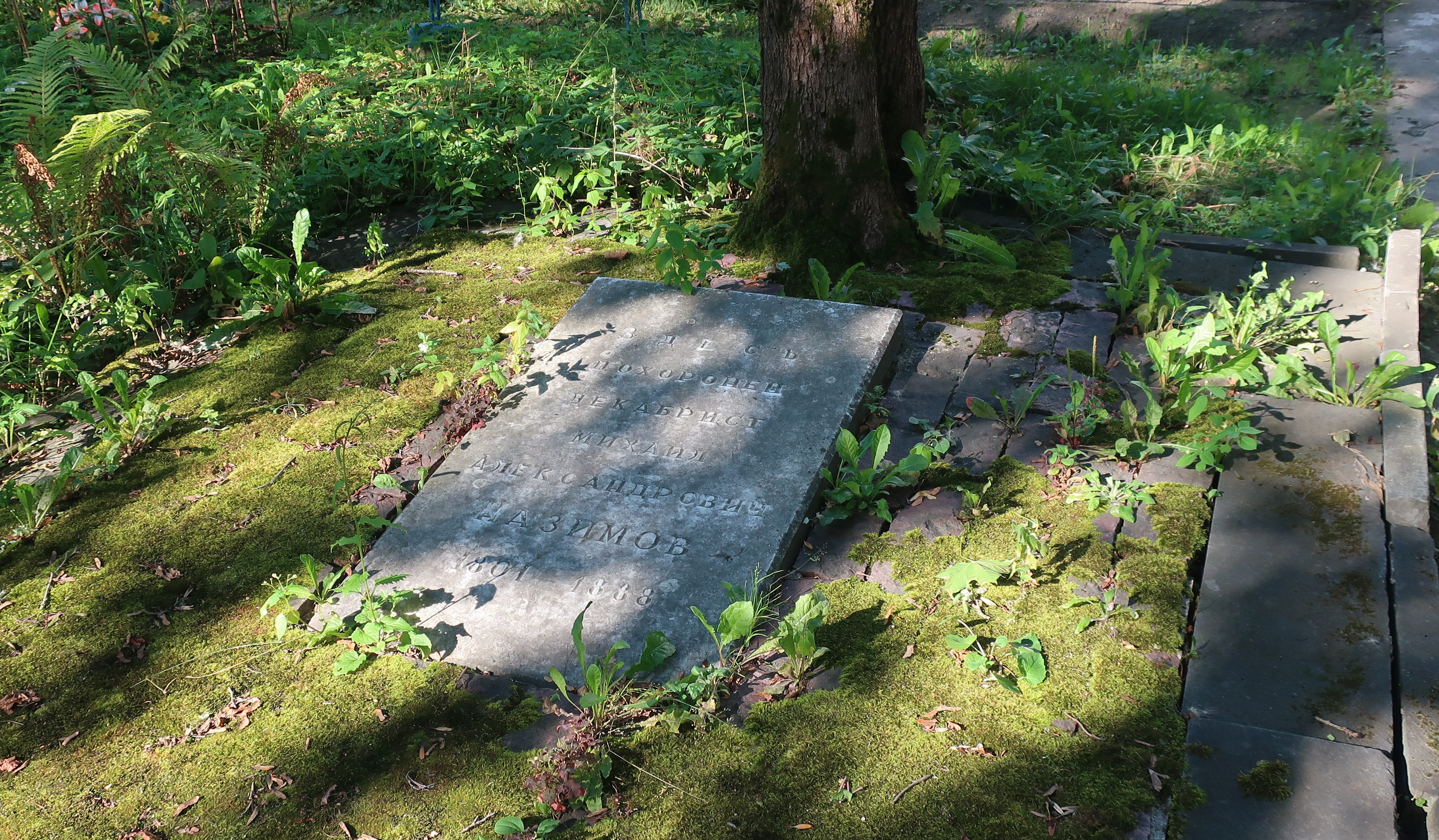
Могила М. А. Назимова на Дмитриевском кладбище в Пскове

Михаил Александрович Назимов умер 9 (21) августа 1888 года в Пскове на 88-м году от рождения (предпоследним из декабристов). Он похоронен на Дмитриевском кладбище. Могила расположена при входе на кладбище перед церковью Дмитрия Мироточивого с поля, на ней металлическая плита с надписью «Здесь похоронен декабрист Михаил Александрович Назимов 1801—1888».

### Семья
- Брат — Борис (1793—1813), мичман, убит под Данцигом[8].
- Брат — Сергей (1797—1831), коллежский секретарь[8].
- Брат — Александр, коллежский регистратор[8].
- Брат — Илья (1805—1874), лейб-гвардии Сапёрный батальон, с 1834 инженер-подполковник в отставке, с 1856 управляющий Вятской удельной конторой[8]. Был женат на Любови Ивановне Трофимовой (ум. 1858) и имел 6 детей.
- Сестра — Варвара (2 (13) июня 1795—9 (21) октября 1831), замужем с 1811 года за обер-секретарём Сената коллежским советником Дмитрием Никитичем Озерским[8]; у них сын А. Д. Озерский.
- Сестра — Анна (1808—12 (24) сентября 1847), замужем за подполковником Николаем Александровичем Набоковым (1795—1873)[8]; у них сын Д. Н. Набоков. Писатель Владимир Набоков — их правнук.
- Жена — с 1847 года Варвара Яковлевна Подкользина (1819—11 (23) сентября 1865).
  - Дочь — Александра Михайловна, замужем за Серапионом Сократовичем Олоровским (21 ноября (3 декабря) 1828—?), генерал-майор, детей нет[9].